# Lahr/Schwarzwald
Lahr/Schwarzwald è una città tedesca situata nel Land del Baden-Württemberg nel sud della Germania, tra Friburgo, Offenburg e Baden-Baden. Conta circa di 45 000 abitanti.